# Soufiane Jebari
Soufiane Jebari (n. 24 februarie 1995, Barcelona, Catalonia, Spania) este un jucător de fotbal din Maroc care joacă la FK Csíkszereda în SuperLiga României.